# Alexander Bělohlávek
Alexander J. Bělohlávek (14. dubna 1968, Ostrava – 17. listopadu 2024) byl český právník, vysokoškolský učitel (profesor), rozhodce, advokát a soudní tlumočník. 
Specializoval se zejména na oblast mezinárodního práva soukromého a na arbitrážní (rozhodčí) řízení.
Působil mj. jako člen Mezinárodního rozhodčího soudu ICC (Mezinárodní obchodní komory) v Paříži a byl rozhodcem u stálých rozhodčích soudů ve více než dvaceti zemích.
Od roku 1990 publikoval několik stovek odborných článků a řadu monografií v tuzemsku i v zahraničí, včetně komentářů.